# Cultura LGBT en Ecuador
La cultura LGBT en Ecuador comprende las diferentes manifestaciones artísticas y de ocio existentes en el país cuyo enfoque es la diversidad sexual o que incluye la participación de personas LGBT en ellas.

## Cine

### Primeras representaciones

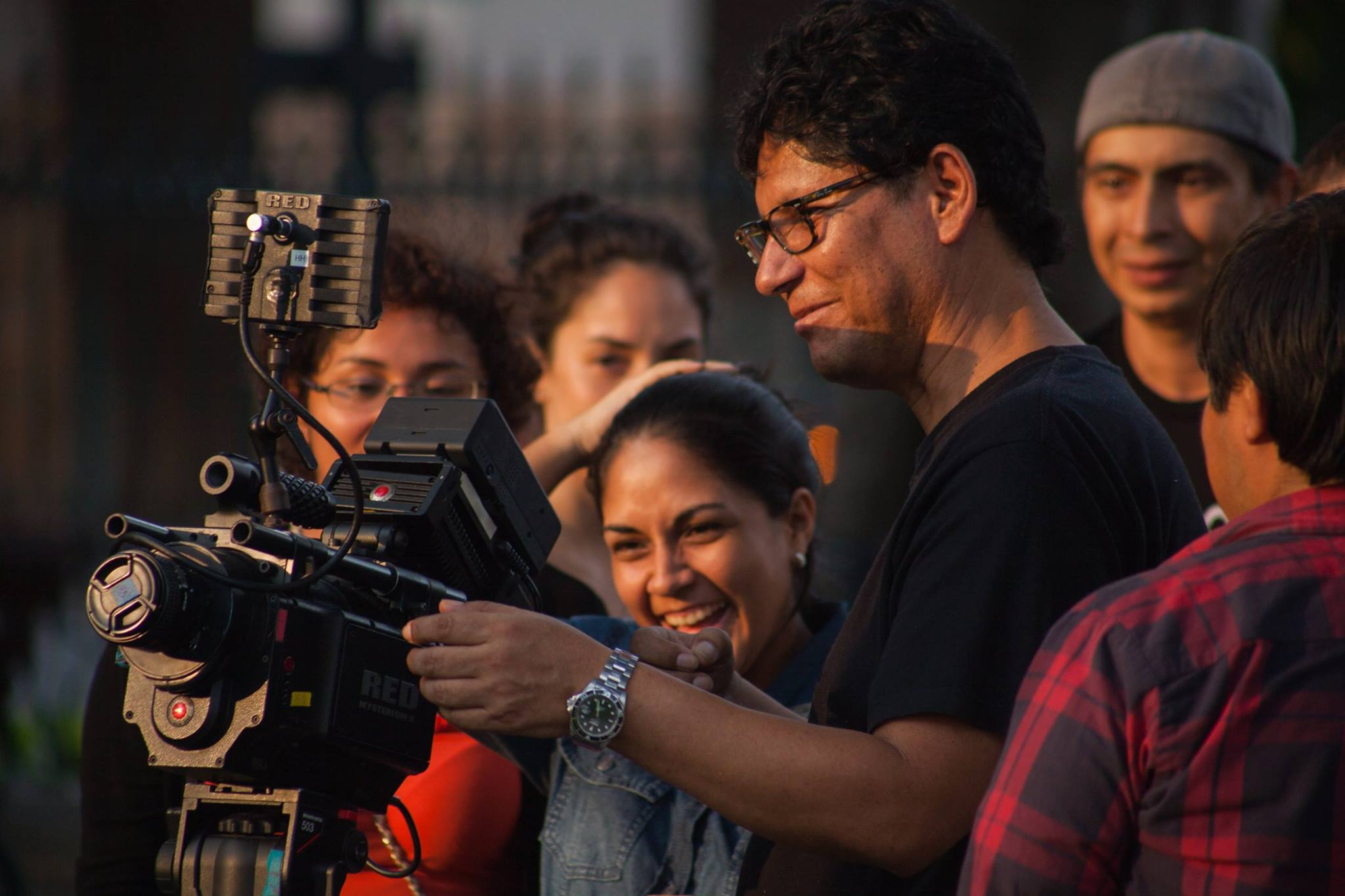
David Grijalva Calero, director del cortometraje Al filo de un sueño (1991).

La presencia de personajes LGBT o tramas relacionadas con la diversidad sexual en el cine ecuatoriano fue considerada polémica hasta principios del siglo XXI. No obstante, desde años anteriores existieron algunos filmes ecuatorianos que incorporaron la temática. Uno de los primeros en mostrar abiertamente una relación homosexual fue el cortometraje Al filo de un sueño (1991), dirigido por el cineasta David Grijalva Calero y escrito por Ada Palacios, El corto que tiene una duración de 25 minutos, abordó en un estilo onírico el deseo entre un hombre veinteañero y uno en sus cuarenta.
En 1991 se estrena la película Sensaciones, dirigida por los hermanos Viviana y Juan Esteban Cordero, y aunque su trama no se centra en la orientación sexual, incluyó un personaje homosexual llamado Ricardo. El mismo, interpretado por el escritor y dramaturgo Luis Miguel Campos, contó con una caracterización que reproducía estereotipos y es mostrado con ademanes que comúnmente eran considerados como femeninos.

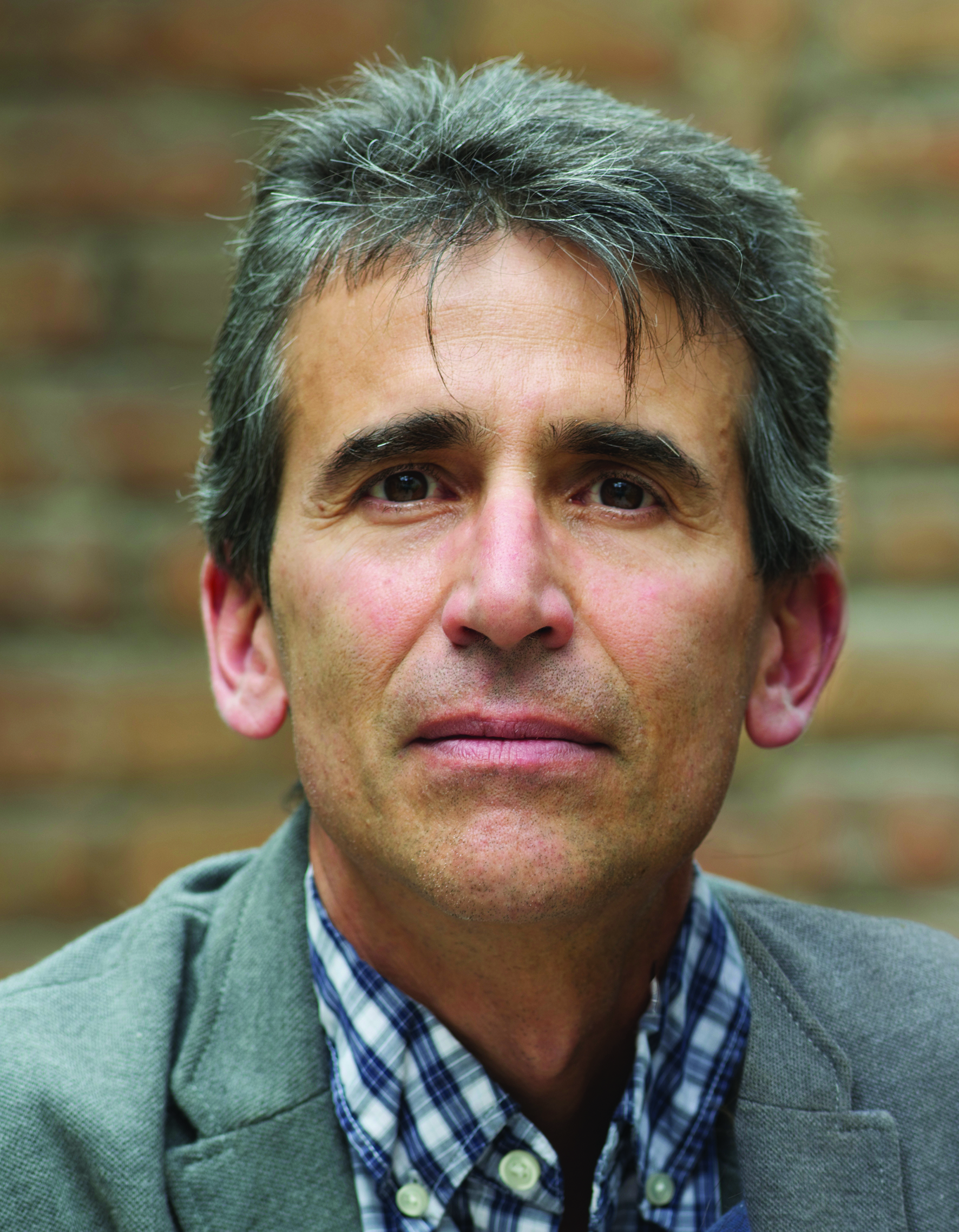
Adolfo Macías Huerta, director del mediometraje Maldita sea (2002).

Otro ejemplo temprano fue el mediometraje Maldita sea (2002), dirigido por el escritor Adolfo Macías Huerta y que seguía a un joven travesti que termina siendo víctima de una violación grupal. Debido a su temática, el filme fue censurado. También se puede mencionar la película Désatame (2006), que tuvo como director a Christian Fuentes y como actores a varios personajes reconocidos de la televisión ecuatoriana, como David Reinoso y Juan Carlos Salazar, además de personalidades de la escena LGBT local, entre ellas Rudy Arana. Cuando me toque a mí (2006), de Víctor Arregui, incluye un personaje secundario LGBT notorio por no reproducir estereotipos.
El año 2009 vio la aparición de dos largometrajes centrados en personajes LGBT, aunque ambos los mostraron bajo el paradigma negativo de personas con desequilibrios psicológicos. El primero de ellos fue Versátiles, dirigido por  Elio Peláez y que cuenta tres historias de personajes homosexuales. El segundo fue Simón el gran varón, de la cineasta Bárbara Morán, centrado en un joven homosexual travesti que fue violado de niño.
Del lado del cine documental, se estrenaron filmes como A imagen y semejanza (2008), de Diana Varas, película de 39 minutos de duración que cuenta los testimonios de cuatro personas transgénero ecuatorianas.

### Desde 2010
La representación de personajes pertenecientes a la diversidad sexual se volvió más común en la década de 2010. Algunos ejemplos de ello se encuentran en filmes como Mejor no hablar de ciertas cosas (2012), de Javier Andrade, donde el actor Víctor Aráuz interpreta a un hombre homosexual que vive su sexualidad de forma discreta; o Sin otoño, sin primavera (2012), de Iván Mora Manzano, que sigue a un grupo de jóvenes guayaquileños y presenta el deseo lésbico entre dos de ellos, aunque no es realizado.
El largometraje pionero en la representación positiva del deseo homoerótico en Ecuador fue Feriado, dirigido por Diego Araujo y estrenado por 2014, aunque no mostró la consumación de la relación entre los protagonistas. La película sigue la historia de un joven de clase alta llamado Juan Pablo que se enamora de Juano, un mecánico amante del heavy metal. Debido a su temática, el filme recibió una clasificación de apta solo para mayores de edad en Quito, hecho que fue criticado y calificado de censura por los realizadores y llevó a que la clasificación se redujera a mayores de 15 años.
El cine lésbico en Ecuador tuvo como su precursor al filme El secreto de Magdalena (2015), del director Josué Miranda, cuya trama sigue a una mujer llamada Magdalena que, tras una pelea con su novio, conoce a una mujer lesbiana llamada Miranda por la que se siente atraída. El año siguiente se estrenó además la película UIO: Sácame a pasear, con dirección de Micaela Rueda y guion de Juan José Vallejo, como parte del festival South by Southwest. La trama sigue a una adolescente llamada Sara que conoce a otra llamada Andrea, con quien empieza a explorar su identidad sexual.
Entre los documentales de estos años se puede mencionar a la película La importancia de llamarse Satya Bicknell Rothon (2013), dirigida por Juliana Khalifé y que sigue el intento de dos madres de registrar a su hija con los apellidos de ambas, en el proceso judicial que pasó a conocerse como Caso Satya. Otro ejemplo es el filme La playa de los enchaquirados (2021), de Iván Mora Manzano, que sigue la historia de Vicky, una mujer transgénero pescadora que habita en la comunidad costera de Engabao, y que tuvo su estreno en el Festival de Cine de Phoenix.

### Festivales y eventos
Desde el 2002, en conmemoración del aniversario por los 5 años de despenalización de la homosexualidad en Ecuador, se realiza en el país el Festival Internacional de Cine LGBT El Lugar Sin Límites, que reúne anualmente películas de decenas de países y tiene sedes en Quito, Guayaquil, Ambato, Riobamba, Cuenca, Portoviejo, entre otras ciudades. De acuerdo a su fundador, uno de sus objetivos al crear el festival era crear espacios para la comunidad LGBT distintos de las discotecas o sitios similares.

## Literatura

### Narrativa

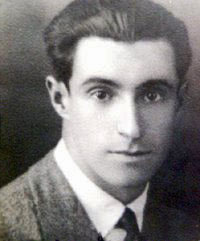
Pablo Palacio, autor de «Un hombre muerto a puntapiés»

La literatura LGBT en Ecuador tuvo su exponente más antiguo en 1926, año en que el escritor lojano Pablo Palacio publicó el cuento «Un hombre muerto a puntapiés», considerado como la primera obra literaria ecuatoriana en tratar abiertamente el tema de la homosexualidad. El cuento sigue a un protagonista que investiga el asesinato de un hombre y que posteriormente concluye que el hombre había sido asesinado por intentar seducir a un muchacho. Unos ańos más tarde, en 1930, el guayaquileño Joaquín Gallegos Lara publicó el cuento «Al subir el aguaje», que se convirtió a su vez en la primera obra ecuatoriana en retratar la homosexualidad femenina.
Durante el resto del siglo XX, varios autores hicieron eco de las concepciones religiosas y culturales de la época, por lo que las representaciones de personajes LGBT tenían muchas veces connotaciones negativas o finales trágicos. Ejemplos de ello son cuentos como «Cara e' santo» (1953) de Rafael Díaz Ycaza, y «Los señores vencen», de Pedro Jorge Vera, en los que aparecen personajes homosexuales que terminan muertos, en el segundo de ellos por mano propia. Otro texto notorio de la época es la novela Por qué Jesús no vuelve (1963), de Benjamín Carrión, donde critica a los conservadores pero a la vez incluye varios pasajes en que da una mirada negativa de la homosexualidad. Sin embargo, Carrión se aleja a la vez de la postura imperante de la época cuando afirma, con relación a uno de los personajes: «Maricón. Sí, lo era, pero a nadie hacía daño con eso».
La figura de la escritora Eugenia Viteri destaca en la literatura LGBT ecuatoriana durante la década de 1960 y 1970, con cuentos como «Los impuros» (1962), «Nuevas Lilianas» (1969) y «Florencia» (1977), aunque todos están marcados por la tragedia. Esto se repite en el cuento «Angelote, amor mío» (1982), de Javier Vásconez, narración en lenguaje barroco que sigue el monólogo interno de un hombre durante el velorio de su amante, un hombre homosexual perteneciente a la clase alta quiteña. El relato, que en la actualidad es considerado un clásico de la literatura ecuatoriana, fue objeto de controversia al momento de su publicación por su temática, por lo que el Ministerio de Educación prohibió su lectura.
A finales del siglo XX aparece la figura de Raúl Vallejo, quien se convirtió en el escritor que más extensamente exploró la diversidad sexual en la narrativa ecuatoriana hasta ese momento, particularmente en el libro Fiesta de solitarios, que incluyó relatos LGBT que abordaron temas como el amor entre hombres y mujeres transgénero, la violencia homofóbica y la prostitución masculina. Años después, Vallejo publicó el cuento «Astrología para debutantes» (2000), que constituyó el primer cuento ecuatoriano en mostrar el drama de personajes LGBT ante la sombra del sida.

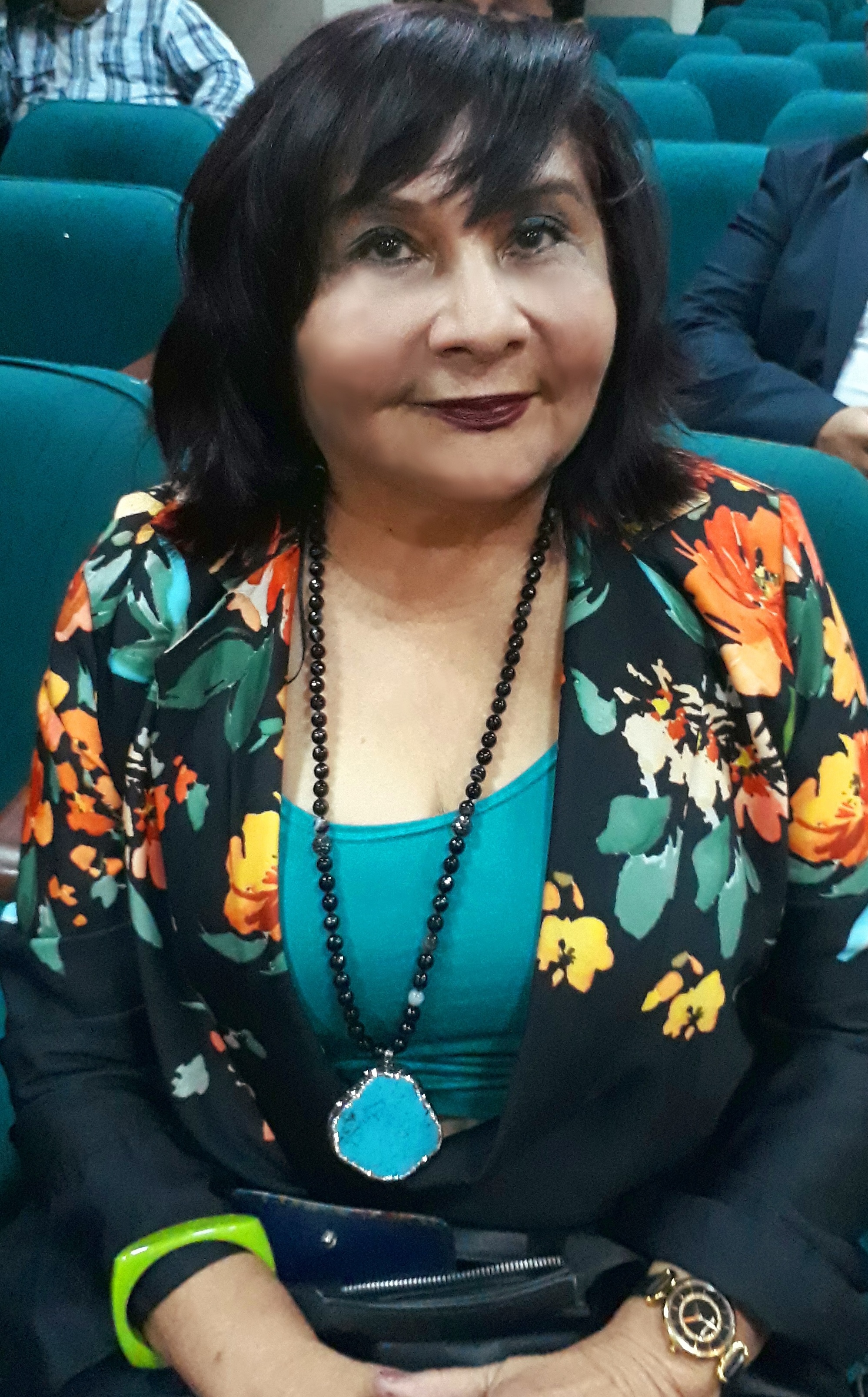
Sonia Manzano, autora de la novela Eses fatales (2005)

El nuevo milenio trajo consigo una marcada evolución en cuanto a representación de la diversidad sexual en la literatura ecuatoriana. Entre las obras destacadas de estos años se encuentra Salvo el calvario, publicada en 2005 por Lucrecia Maldonado y que se convirtió en una de las primeras novelas ecuatorianas en retratar una relación entre personas del mismo sexo de forma positiva. El 2005 también fue el año de publicación de Eses fatales, de la poeta y narradora Sonia Manzano, considerada la primera novela lésbica escrita por una ecuatoriana y que retrata el amor entre dos mujeres entrelazando fragmentos de la vida de Safo de Lesbos.
En los últimos años, temáticas relacionadas con la diversidad sexual han sido abordadas por escritoras como Mónica Ojeda, María Fernanda Ampuero y María Auxiliadora Balladares. Adicionalmente, obras con temáticas LGBT, como las novelas Pequeños palacios en el pecho (2014), de Luis Borja Corral, y Gabriel(a) (2019), de Raúl Vallejo, han sido galardonadas con premios literarios nacionales.

### Poesía
La poesía homoerótica ecuatoriana tiene entre sus más tempranos representantes a autores como David Ledesma Vásquez, Ileana Espinel y Francisco Granizo. Varios de los poemas de Ledesma  muestran un sentido de identificación propia hacia rasgos abyectos o repulsivos, características que la sociedad de la década de 1950 adjudicaba a toda persona que no fuera heterosexual. En otros, por el contrario, explora abiertamente y sin tapujos sus deseos eróticos, como en los poemas «Plegaria Ególatra» y «Los ángeles que huyeron de Sodoma», donde transforma la ciudad bíblica en un paraíso de paz donde el amor entre hombres es presentado como un sentimiento puro y humano, como se puede apreciar en el siguiente fragmento:

(...) eran puros allí, porque ese suelo
estaba arado por hombres que tenían las manos puras,
y amaban al amigo que –a la tarde–
después de sudar juntos en las eras
brindaban el vino de su amor al hombre
con una luz purísima en los ojos.

Otros poetas ecuatorianos que han escrito desde la disidencia sexual en décadas posteriores son: Maritza Cino, Carolina Portaluppi, Roy Sigüenza y María Auxiliadora Balladares. El deseo homosexual es justamente el motivo central de la poesía de Sigüenza, que explora temas como la belleza del cuerpo masculino, el mar como metáfora del amor entre hombres y el cruising.

## Radio
El 22 de enero de 2003 se estrenó en Radio La Luna el programa Voces de la diversidad, que fue el primer programa radial LGBT en la historia del país. El mismo era dirigido por integrantes de la fundación FEDAEPS y contaba con segmentos de entrevistas, noticias, temas de actualidad, música de artistas LGBT, espacios de opinión, entre otros.
El 8 de marzo de 2016 se estrenó la radionovela Mariana sí es lesbiana en Radio Pública, producida por la Fundación Causana y que constituyó el primer programa radial de temática lésbica en Ecuador. El guion de la radionovela fue escrito por la poeta y narradora María Auxiliadora Balladares y se basó en 24 historias que la Fundación Causana recopiló sobre experiencias de mujeres lesbianas en los tiempos de la despenalización de la homosexualidad en el país.

## Televisión
La representación de la diversidad sexual en la televisión de Ecuador tuvo su inicio a finales de la década de 1990, con la aparición del primer personaje homosexual en la televisión local, que perteneció al programa Mis adorables entenados con billete (1998). Sin embargo, tanto este como otros personajes LGBT que aparecieron en la televisión durante esos años reproducían estereotipos negativos que buscaban provocar humor por medio de la mofa hacia las personas pertenecientes a la diversidad sexual. Esta tendencia se mantuvo hasta entrada la década de 2010.
Con el cambio del siglo XX al XXI, aparecieron las primeras personas abiertamente LGBT en la televisión ecuatoriana. Óscar Ugarte, periodista que trabajó como presentador en la década de 1990, fue una de las primeras personas públicas en salir del armario, mientras que la actriz transgénero Rudy Arana inició su carrera televisiva en el programa dramático Archivos del destino. De amplia exposición mediática fue la participación en 2005 del modelo Juan Sebastián López en el programa de telerrealidad Gran Hermano del Pacífico, donde salió públicamente del armario y protagonizó el primer beso entre personas del mismo sexo en la historia de la televisión ecuatoriana. Aparte de los ya mencionados, otras personas pertenecientes a la diversidad sexual ingresaron a la televisión local en la década de 2000, aunque en su mayoría fue en programas de farándula o de belleza.
En 2013, la Asamblea Nacional de Ecuador aprobó la Ley Orgánica de Comunicación, que incluyó una cláusula en la que prohibió el contenido discriminatorio y la apología a la discriminación o a actos violentos realizados contra grupos vulnerables, lo que permitió a colectivos ciudadanos denunciar con éxito programas con personajes que reforzaban estereotipos negativos. La década de 2010 vio además el ingreso a la televisión local de figuras como el actor de género no binario Adrián Avilés y la actriz transgénero Doménica Menessini.

## Transformismo

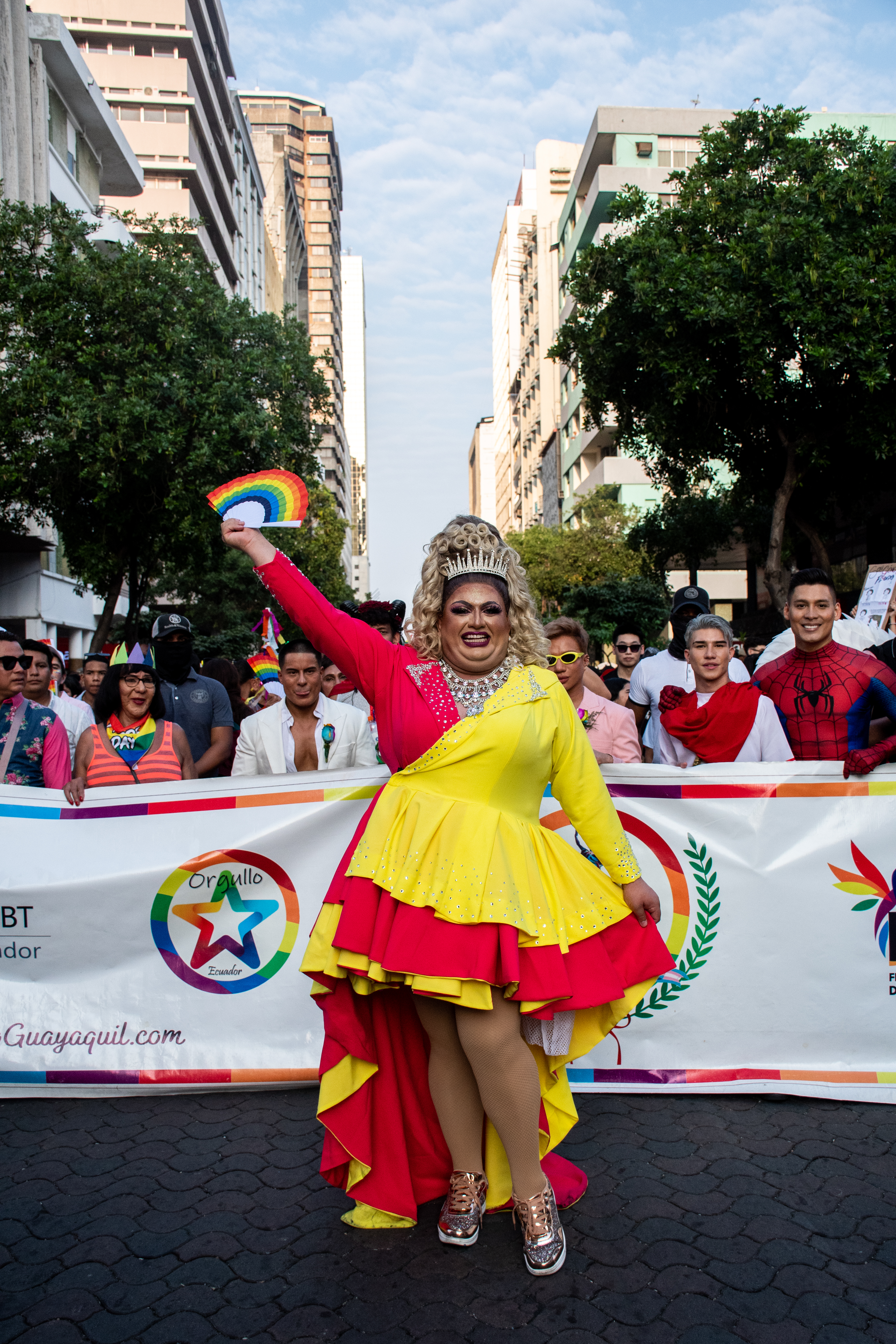
Michelle Aguijón durante la Marcha del Orgullo LGBT de Guayaquil, 2024.

Los orígenes del arte drag en Ecuador se remontan a la década de 1990. En aquella época, algunas fiestas privadas contaban con presentaciones de transformismo en que personas se vestían e imitaban a artistas reconocidas como Madonna, Cher y Rocío Dúrcal.
La primera drag queen profesional del país fue Kruz Veneno, nombre artístico de Pablo Gallegos, quien tuvo su primera presentación oficial el 15 de marzo de 1998 en la discoteca 161, en la ciudad de Quito. Gallegos formó parte del llamado Grupo Drag, una iniciativa creada en 1996 por el activista Patricio Brabomalo y el costarricense Abelardo Araya en que ambos daban talleres de transformismo a los integrantes de la agrupación. La primera presentación oficial a raíz de la iniciativa fue la protagonizada por Gallegos en 1998 junto a otros miembros del grupo.
En 1998 se dio además la apertura en Quito de Dionisios, un bar-teatro LGBT donde en un principio se realizaban presentaciones de arte clown, pero que incorporó shows de drag queens a partir de 2000. Este año marcó en general un auge en Quito del arte drag, que empezó a interpretarse en otras discotecas LGBT locales, como Matrioshka. Durante la década siguiente, Dionisios se convirtió en el lugar por excelencia para espectáculos artísticos LGBT de la ciudad, bajo la dirección de Daniel Moreno, actor y drag queen considerado como otro pionero del arte en el país, con el personaje de Sarahí Bassó. En 2011, Moreno publicó adicionalmente el libro Kitus Drag, sobre la historia de Dionisios en el transformismo.
En Guayaquil, el establecimiento pionero en espectáculos de transformismo fue la discoteca LGBT Vulcano, que empezó a presentarlos con gran acogida durante los primeros años del siglo XXI y en donde actuaba uno de los propietarios del establecimiento, el brasileño Wagner Basilio. El transformismo tuvo además, ente sus primeros exponentes en la ciudad, a la actriz Rudy Arana.
La pandemia de COVID-19 afectó duramente a las artistas transformistas del país. A causa de la emergencia sanitaria, algunas agrupaciones drag empezaron a realizar espectáculos a través de plataformas de internet, como Warmillas de Albardán, grupo transformista creado en 2019 que se centra en rescatar la identidad ecuatoriana y las leyendas y costumbres locales a través de sus presentaciones. Otras artistas despuntaron en el extranjero durante esta época, como la quiteña Shirley Stonyrock, quien migró a España en 2017 y granjeó fama en el ambiente transformista local.
En años recientes, el arte drag guayaquileño ha tenido representantes como Nebraska Ruilova. Adicionalmente, existe un colectivo artístico drag llamado Haus of Locas, que realiza presentaciones permanentes en distintos establecimientos de la ciudad.

## Otras expresiones culturales
Entre los artistas musicales LGBT de Ecuador se encuentran cantantes como Ginger Paris, intérprete trans que en 2018 sacó su tema Voy; o el cantante y diseñador de modas Emilio Morán. Aunque la mayoría de los integrantes de la banda musical Tonicamo son heterosexuales, la misma se ha caracterizado por letras transgresivas sobre romper estereotipos sociales y cuestionar la masculinidad, en un estilo que calificaron como «pop gay». La banda contó por un periodo con un integrante abiertamente bisexual y tocó en una de las ediciones de la Marcha del Orgullo LGBT de Quito.
El cantante heterosexual José Luis Freire, por su lado, sacó en 2014 un tema titulado «#PEACESONG», inspirado en el secuestro de Zulema Constante y que habla en contra de la discriminación, con un verso que reza «da lo mismo si eres gay o heterosexual porque todos somos hijos ante los ojos de Dios». El vídeo del tema contó con la participación de activistas LGBT y figuras mediáticas como Silvia Buendía, Doménica Menessini y Erika Vélez.
En el ámbito de la  historieta, la Corporación Kimirima inició en 2009 la publicación de un cómic LGBT con el nombre de «Víctor Victoria» que contaba con una protagonista transgénero y que exploraba distintas fascetas de su vida, publicación realizada con el apoyo de la Fundación Schorer y de la Asociación Silueta X. El cómic contó con siete números y tuvo un tiraje de mil ejemplares cada uno.